# Élections législatives de 2022 en Vaucluse
Les élections législatives françaises de 2022 dans le Vaucluse se déroulent les 12 et 19 juin 2022. Dans le département, cinq députés sont à élire dans le cadre de cinq circonscriptions.

## Contexte

### Résultats de l'élection présidentielle de 2022 par circonscription
| Circonscription | 1er tour | 1er tour | 1er tour  |         | 2d tour | 2d tour |
| Circonscription | Macron   | Le Pen   | Mélenchon | Macron  | Le Pen  |         |
| --------------- | -------- | -------- | --------- | ------- | ------- | ------- |
| Circonscription |          |          |           |         |         |         |
| 1re             | 20,44 %  | 22,5 %   | 33,06 %   | 58,05 % | 41,95 % |         |
| 2e              | 23,76 %  | 28,99 %  | 18,45 %   | 48,47 % | 51,53 % |         |
| 3e              | 20,38 %  | 34,05 %  | 17,84 %   | 42,42 % | 57,58 % |         |
| 4e              | 21,61 %  | 32,46 %  | 17,05 %   | 44,08 % | 55,92 % |         |
| 5e              | 23,45 %  | 27,89 %  | 19,80 %   | 49,25 % | 50,75 % |         |

## Système électoral
Les élections législatives ont lieu au scrutin uninominal majoritaire à deux tours dans des circonscriptions uninominales.
Est élu au premier tour le candidat qui réunit la majorité absolue des suffrages exprimés et un nombre de voix au moins égal au quart (25 %) des électeurs inscrits dans la circonscription. Si aucun des candidats ne satisfait ces conditions, un second tour est organisé entre les candidats ayant réuni un nombre de voix au moins égal à un huitième des inscrits (12,5 %) ; les deux candidats arrivés en tête du premier tour se maintiennent néanmoins par défaut si un seul ou aucun d'entre eux n'a atteint ce seuil. Au second tour, le candidat arrivé en tête est déclaré élu.
Le seuil de qualification basé sur un pourcentage du total des inscrits et non des suffrages exprimés rend plus difficile l'accès au second tour lorsque l'abstention est élevée. Le système permet en revanche l'accès au second tour de plus de deux candidats si plusieurs d'entre eux franchissent le seuil de 12,5 % des inscrits. Les candidats en lice au second tour peuvent ainsi être trois, un cas de figure appelé « triangulaire ». Les second tours où s'affrontent quatre candidats, appelés « quadrangulaire » sont également possibles, mais beaucoup plus rares.

### Partis et nuances
Les résultats des élections sont publiés en France par le ministère de l'Intérieur, qui classe les partis en leur attribuant des nuances politiques. Ces dernières sont décidées par les préfets, qui les attribuent indifféremment de l'étiquette politique déclarée par les candidats, qui peut être celle d'un parti ou une candidature sans étiquette.
En 2022, seules les coalitions Ensemble (ENS) et Nouvelle Union populaire écologique et sociale (NUP), ainsi que le Parti radical de gauche (RDG), l'Union des démocrates et indépendants (UDI), Les Républicains (LR), le Rassemblement national (RN) et Reconquête (REC) se voient attribuer  une nuance propre,,.
Tous les autres partis se voient attribuer l'une ou l'autre des nuances suivantes : DXG (divers extrême gauche), DVG (divers gauche), ECO (écologiste), REG (régionaliste), DVC (divers centre), DVD (divers droite), DSV (droite souverainiste) et DXD (divers extrême droite). Des partis comme Debout la France ou Lutte ouvrière ne disposent ainsi pas de nuance propre, et leurs résultats nationaux ne sont pas publiés séparément par le ministère, car mélangés avec d'autres partis (respectivement dans les nuances DSV et DXG),.

## Résultats

### Élus
| Circonscription                                 | Député sortant       | Parti | Parti | Député élu ou réélu    | Parti | Parti |
| ----------------------------------------------- | -------------------- | ----- | ----- | ---------------------- | ----- | ----- |
| 1re                                             | Souad Zitouni        |       | LREM  | Joris Hebrard          |       | RN    |
| 2e                                              | Jean-Claude Bouchet* |       | LR    | Bénédicte Auzanot      |       | RN    |
| 3e                                              | Adrien Morenas       |       | LREM  | Hervé de Lépinau       |       | RN    |
| 4e                                              | Marie-France Lorho   |       | LS    | Marie-France Lorho     |       | LS    |
| 5e                                              | Julien Aubert        |       | LR    | Jean-François Lovisolo |       | LREM  |
| * député sortant ne se représentant pas en 2022 |                      |       |       |                        |       |       |

### Résultats à l'échelle du département

#### Résultats par coalition
| Parti et coalition                                           | Parti et coalition                                           | Parti et coalition                            | Premier tour | Premier tour | Premier tour | Second tour   | Second tour   | Second tour | Total Sièges  | +/-           |  |
| Parti et coalition                                           | Parti et coalition                                           | Parti et coalition                            | Voix         | %            | Sièges       | Voix          | %             | Sièges      | Total Sièges  | +/-           |  |
| ------------------------------------------------------------ | ------------------------------------------------------------ | --------------------------------------------- | ------------ | ------------ | ------------ | ------------- | ------------- | ----------- | ------------- | ------------- |  |
|                                                              |                                                              | Rassemblement national (RN)                   | 42 887       | 22,59        | 0            | 71 554        | 41,14         | 3           | 3             | 3             |  |
|                                                              | Ligue du Sud (LS)                                            | 16 850                                        | 8,88         | 0            | 21 883       | 12,58         | 1             | 1           | en stagnation |               |  |
| Total Rassemblement national et alliés (RN)                  | Total Rassemblement national et alliés (RN)                  | 59 737                                        | 31,47        | 0            | 93 437       | 53,72         | 4             | 4           | 3             |               |  |
|                                                              |                                                              | La République en marche (LREM)                | 35 595       | 18,75        | 0            | 48 816        | 28,07         | 1           | 1             | 1             |  |
|                                                              | Mouvement démocrate (MoDem)                                  | 9 432                                         | 4,97         | 0            | 17 608       | 10,12         | 0             | 0           | Nv            |               |  |
| Total Ensemble (ENS)                                         | Total Ensemble (ENS)                                         | 45 027                                        | 23,72        | 0            | 66 424       | 38,19         | 1             | 1           | 1             |               |  |
|                                                              |                                                              | La France insoumise (LFI)                     | 25 595       | 13,48        | 0            | 14 065        | 8,09          | 0           | 0             | en stagnation |  |
|                                                              | Génération.s (G.s)                                           | 9 134                                         | 4,81         | 0            |              |               |               | 0           | Nv            |               |  |
|                                                              | Parti communiste français (PCF)                              | 6 947                                         | 3,66         | 0            | 0            | en stagnation |               |             |               |               |  |
| Total Nouvelle Union populaire écologique et sociale (NUPES) | Total Nouvelle Union populaire écologique et sociale (NUPES) | 41 676                                        | 21,95        | 0            | 14 065       | 8,09          | 0             | 0           | en stagnation |               |  |
|                                                              |                                                              | Les Républicains (LR)                         | 18 070       | 9,52         | 0            |               |               |             | 0             | 2             |  |
| Total Union de la droite et du centre (UDC)                  | Total Union de la droite et du centre (UDC)                  | 18 070                                        | 9,52         | 0            | 0            | 2             |               |             |               |               |  |
|                                                              |                                                              | Reconquête (REC)                              | 7 668        | 4,04         | 0            | 0             | Nv            |             |               |               |  |
|                                                              | Via, la voie du peuple (VIA)                                 | 2 364                                         | 1,24         | 0            | 0            | Nv            |               |             |               |               |  |
| Total Reconquête et alliés (REC)                             | Total Reconquête et alliés (REC)                             | 10 032                                        | 5,28         | 0            | 0            | Nv            |               |             |               |               |  |
|                                                              |                                                              | Le Trèfle - Les nouveaux écologistes (LT-LNÉ) | 4 246        | 2,24         | 0            | 0             | en stagnation |             |               |               |  |
| Total Tous unis pour le vivant (TUPV)                        | Total Tous unis pour le vivant (TUPV)                        | 4 246                                         | 2,24         | 0            | 0            | en stagnation |               |             |               |               |  |
|                                                              | Parti animaliste (PA)                                        | Parti animaliste (PA)                         | 2 272        | 1,20         | 0            | 0             | en stagnation |             |               |               |  |
|                                                              | Écologie au centre (EAC)                                     | Écologie au centre (EAC)                      | 1 686        | 0,89         | 0            | 0             | Nv            |             |               |               |  |
|                                                              |                                                              | Les Patriotes (LP)                            | 1 122        | 0,59         | 0            | 0             | Nv            |             |               |               |  |
|                                                              | Debout la France (DLF)                                       | 415                                           | 0,22         | 0            | 0            | en stagnation |               |             |               |               |  |
| Total Union pour la France (UPF)                             | Total Union pour la France (UPF)                             | 1 537                                         | 0,81         | 0            | 0            | en stagnation |               |             |               |               |  |
|                                                              | Lutte ouvrière (LO)                                          | Lutte ouvrière (LO)                           | 1 491        | 0,79         | 0            | 0             | en stagnation |             |               |               |  |
|                                                              |                                                              | Oui la Provence (OP)                          | 1 062        | 0,56         | 0            | 0             | Nv            |             |               |               |  |
| Total Régions et peuples solidaires (R&PS)                   | Total Régions et peuples solidaires (R&PS)                   | 1 062                                         | 0,56         | 0            | 0            | en stagnation |               |             |               |               |  |
|                                                              |                                                              | Union des centristes et des écologistes (UCE) | 566          | 0,30         | 0            | 0             | Nv            |             |               |               |  |
| Total Les écologistes avec la majorité présidentielle (ÉMP)  | Total Les écologistes avec la majorité présidentielle (ÉMP)  | 566                                           | 0,30         | 0            | 0            | Nv            |               |             |               |               |  |
|                                                              | Dissidents NUPES                                             | Dissidents NUPES                              | 452          | 0,24         | 0            | 0             | Nv            |             |               |               |  |
|                                                              | Parti ouvrier indépendant démocratique (POID)                | Parti ouvrier indépendant démocratique (POID) | 403          | 0,21         | 0            | 0             | en stagnation |             |               |               |  |
|                                                              | Évolution citoyenne (ÉC)                                     | Évolution citoyenne (ÉC)                      | 181          | 0,10         | 0            | 0             | Nv            |             |               |               |  |
|                                                              | Autres partis                                                | Autres partis                                 | 600          | 0,32         | 0            | 0             | en stagnation |             |               |               |  |
|                                                              | Sans étiquette (SE)                                          | Sans étiquette (SE)                           | 796          | 0,42         | 0            | 0             | en stagnation |             |               |               |  |
|                                                              |                                                              |                                               |              |              |              |               |               |             |               |               |  |
| Suffrages exprimés                                           | Suffrages exprimés                                           | Suffrages exprimés                            | 189 834      | 97,91        |              | 173 926       | 91,67         |             |               |               |  |
| Votes blancs                                                 | Votes blancs                                                 | Votes blancs                                  | 2 986        | 1,54         | 11 989       | 6,32          |               |             |               |               |  |
| Votes nuls                                                   | Votes nuls                                                   | Votes nuls                                    | 1 064        | 0,55         | 3 822        | 2,01          |               |             |               |               |  |
| Total                                                        | Total                                                        | Total                                         | 193 884      | 100          | 0            | 189 737       | 100           | 5           | 5             | en stagnation |  |
| Abstentions                                                  | Abstentions                                                  | Abstentions                                   | 219 377      | 53,08        |              | 223 579       | 54,09         |             |               |               |  |
| Inscrits/Participation                                       | Inscrits/Participation                                       | Inscrits/Participation                        | 413 261      | 46,92        | 413 316      | 45,91         |               |             |               |               |  |

#### Résultats par nuance
| Nuance                 | Nuance                                         | Nuance                 | Premier tour | Premier tour | Premier tour | Second tour | Second tour   | Second tour | Total Sièges | +/-           |
| Nuance                 | Nuance                                         | Nuance                 | Voix         | %            | Sièges       | Voix        | %             | Sièges      | Total Sièges | +/-           |
| ---------------------- | ---------------------------------------------- | ---------------------- | ------------ | ------------ | ------------ | ----------- | ------------- | ----------- | ------------ | ------------- |
|                        | Rassemblement national                         | RN                     | 59 737       | 31,47        | 0            | 93 437      | 53,72         | 4           | 4            | 3             |
|                        | Ensemble !                                     | ENS                    | 45 027       | 23,72        | 0            | 66 424      | 38,19         | 1           | 1            | 1             |
|                        | Nouvelle Union populaire écologique et sociale | NUP                    | 41 676       | 21,95        | 0            | 14 065      | 8,09          | 0           | 0            | en stagnation |
|                        | Les Républicains                               | LR                     | 18 070       | 9,52         | 0            |             |               |             | 0            | 2             |
|                        | Reconquête                                     | REC                    | 10 032       | 5,28         | 0            | 0           | Nv            |             |              |               |
|                        | Écologiste                                     | ECO                    | 8 204        | 4,32         | 0            | 0           | en stagnation |             |              |               |
|                        | Divers extrême gauche                          | DXG                    | 1 894        | 1,00         | 0            | 0           | en stagnation |             |              |               |
|                        | Droite souverainiste                           | DSV                    | 1 537        | 0,81         | 0            | 0           | en stagnation |             |              |               |
|                        | Régionalistes                                  | REG                    | 1 062        | 0,56         | 0            | 0           | en stagnation |             |              |               |
|                        | Divers droite                                  | DVD                    | 752          | 0,40         | 0            | 0           | en stagnation |             |              |               |
|                        | Divers gauche                                  | DVG                    | 705          | 0,37         | 0            | 0           | en stagnation |             |              |               |
|                        | Divers                                         | DIV                    | 572          | 0,30         | 0            | 0           | en stagnation |             |              |               |
|                        | Divers centre                                  | DVC                    | 566          | 0,30         | 0            | 0           | Nv            |             |              |               |
|                        |                                                |                        |              |              |              |             |               |             |              |               |
| Suffrages exprimés     | Suffrages exprimés                             | Suffrages exprimés     | 189 834      | 97,91        |              | 173 926     | 91,67         |             |              |               |
| Votes blancs           | Votes blancs                                   | Votes blancs           | 2 986        | 1,54         | 11 989       | 6,32        |               |             |              |               |
| Votes nuls             | Votes nuls                                     | Votes nuls             | 1 064        | 0,55         | 3 822        | 2,01        |               |             |              |               |
| Total                  | Total                                          | Total                  | 193 884      | 100          | 0            | 189 737     | 100           | 5           | 5            | en stagnation |
| Abstentions            | Abstentions                                    | Abstentions            | 219 377      | 53,08        |              | 223 579     | 54,09         |             |              |               |
| Inscrits/Participation | Inscrits/Participation                         | Inscrits/Participation | 413 261      | 46,92        | 413 316      | 45,91       |               |             |              |               |

### Cartes

Nuance politique des candidats arrivés en tête dans chaque commune au 1er tour.
Nuance politique des candidats arrivés en tête dans chaque commune au 2e tour.

### Analyse
Ces élections législatives dans le Vaucluse sont un franc succès pour le RN, allié à la Ligue du Sud de Jacques Bompard, le maire d’Orange.
Ce dernier a laissé sa place de député en 2017 à sa suppléante, Marie-France Lorho, afin de rester maire d’Orange. Cette dernière n’a aucun mal à l’emporter, triomphant avec une large avance sur la candidate Ensemble, la conseillère régionale Violaine Richard.
Le RN fait basculer trois sièges. Cinq ans après avoir perdu le siège de Marion Maréchal, celui de Carpentras-sud, Hervé de Lépinau tient sa revanche. Le conseiller départemental l’emporte largement sur Adrien Morenas, suppléant de Brune Poirson qui a quitté ses fonctions en 2021. Le RN profite également du retrait de Jean-Claude Bouchet, député LR depuis 15 ans, à Cavaillon, pour l’emporter. La candidate LR n’obtient que 10 % des voix, juste derrière Stanislas Rigault, président de Génération Z, le mouvement de jeunesse de Reconquête. C’est Bénédicte Auzanot, déjà tête de liste en 2020 pour les élections municipales à Cavaillon, qui l’emporte. La nouvelle députée RN fait même légèrement mieux que Marine Le Pen, le 24 avril précédent. 
Celui qui devait sensiblement faire mieux que le score précédent de Marine Le Pen, c’est Joris Hébrard, maire du Pontet, dans la circonscription d’Avignon. Au premier tour, celui-ci se place en deuxième position derrière le candidat NUPES, Farid Faryssy, qui réédite la première place de Jean-Luc Mélenchon, au premier tour de la présidentielle. Ils éliminent ainsi dès le premier tour, la députée sortante, Souad Zitouni. Elle remplaçait Jean-François Cesarini, décédé en cours de mandat. Le second tour inverse cependant l’ordre des candidats. Le maire du Pontet améliore de 9 points le score de Marine Le Pen pour l’emporter dans un duel assez serré. Dans le détail des votes, il semblerait que le député Hébrard ait réussi à capitaliser sur des scores larges dans sa ville du Pontet et à Morières-lès-Avignon, commune passée au RN en 2020. Ces deux villes sont les seules à composer cette circonscription, en plus de la préfecture Avignon où le candidat NUPES a frôlé les 55 %. 
Le RN manque son grand chelem vauclusien de peu avec le secteur de Carpentras-Pertuis. Cependant, ce n’est pas Julien Aubert, député LR depuis 2012, qui obtient un troisième mandat. Il est éliminé en quatrième position seulement du premier tour. La lutte a été serrée entre les trois premiers candidats. Les candidats Ensemble, RN et NUPES se classent dans cet ordre avec environ 500 voix d’écart entre chacun. Cet écart se maintient dans un duel serré au deuxième tour. C’est l’ancien socialiste Jean-François Lovisolo qui s’impose donc, conseiller départemental et maire de La Tour-d’Aigues. Il faut noter que le nouveau député avait déjà tenté sa chance dix ans plus tôt, sous les couleurs socialistes, mais s’était fait défaire de peu par celui qui est maintenant son prédécesseur.

### Résultats par circonscription

#### Première circonscription
Député sortant : Souad Zitouni (La République en marche), élue en 2017 comme suppléante de Jean-François Cesarini (La République en marche).
| Candidat                 | Candidat                 | Parti et coalition       | Nuance                   | Premier tour | Premier tour | Second tour | Second tour |
| Candidat                 | Candidat                 | Parti et coalition       | Nuance                   | Voix         | %            | Voix        | %           |
| ------------------------ | ------------------------ | ------------------------ | ------------------------ | ------------ | ------------ | ----------- | ----------- |
|                          | Farid Faryssy            | LFI (NUPES)              | NUP                      | 9 338        | 30,55        | 14 065      | 48,84       |
|                          | Joris Hébrard            | RN                       | RN                       | 9 160        | 29,97        | 14 735      | 51,16       |
|                          | Souad Zitouni            | LREM (ENS)               | ENS                      | 6 985        | 22,85        |             |             |
|                          | Ophélie Nau              | REC                      | REC                      | 1 428        | 4,67         |             |             |
|                          | Dominique Brogi          | LR (UDC)                 | LR                       | 1 359        | 4,45         |             |             |
|                          | Kheira Seddik            | SE                       | DVD                      | 752          | 2,46         |             |             |
|                          | Denis Schmid             | PA                       | ECO                      | 579          | 1,89         |             |             |
|                          | Christine Chatenay       | OP (R&PS)                | REG                      | 277          | 0,91         |             |             |
|                          | Vincent Lemaire          | EH                       | DVG                      | 253          | 0,83         |             |             |
|                          | Stéphane Geslin          | POID                     | DXG                      | 249          | 0,81         |             |             |
|                          | Salvator Rizza           | LO                       | DXG                      | 187          | 0,61         |             |             |
|                          | Philippe Pascal          | GDS                      | DVG                      | 0            | 0,00         |             |             |
|                          |                          |                          |                          |              |              |             |             |
| Votes valides            | Votes valides            | Votes valides            | Votes valides            | 30 567       | 97,75        | 28 800      | 89,87       |
| Votes blancs             | Votes blancs             | Votes blancs             | Votes blancs             | 517          | 1,65         | 2 480       | 7,74        |
| Votes nuls               | Votes nuls               | Votes nuls               | Votes nuls               | 185          | 0,59         | 768         | 2,40        |
| Total                    | Total                    | Total                    | Total                    | 31 269       | 100          | 32 048      | 100         |
| Abstention               | Abstention               | Abstention               | Abstention               | 42 496       | 57,61        | 41 738      | 56,57       |
| Inscrits / participation | Inscrits / participation | Inscrits / participation | Inscrits / participation | 73 765       | 42,39        | 73 786      | 43,43       |

#### Deuxième circonscription
Député sortant : Jean-Claude Bouchet (Les Républicains).
| Candidat                 | Candidat                 | Parti et coalition       | Nuance                   | Premier tour | Premier tour | Second tour | Second tour |
| Candidat                 | Candidat                 | Parti et coalition       | Nuance                   | Voix         | %            | Voix        | %           |
| ------------------------ | ------------------------ | ------------------------ | ------------------------ | ------------ | ------------ | ----------- | ----------- |
|                          | Bénédicte Auzanot        | RN                       | RN                       | 10 662       | 26,08        | 19 223      | 52,19       |
|                          | Sylvie Viala             | MoDem (ENS)              | ENS                      | 9 432        | 23,07        | 17 608      | 47,81       |
|                          | François Sandoz          | LFI (NUPES)              | NUP                      | 8 804        | 21,53        |             |             |
|                          | Stanislas Rigault        | REC                      | REC                      | 4 308        | 10,54        |             |             |
|                          | Elisabeth Amoros         | LR (UDC)                 | LR                       | 4 097        | 10,02        |             |             |
|                          | Joséfa Leon              | LT-LNE (TUPV)            | ECO                      | 1 058        | 2,59         |             |             |
|                          | Eric Guillaumin          | UCE (ÉMP)                | DVC                      | 566          | 1,38         |             |             |
|                          | Agnès Piller             | EAC                      | ECO                      | 566          | 1,38         |             |             |
|                          | Sébastien Duchemin       | LP (UPF)                 | DSV                      | 557          | 1,36         |             |             |
|                          | Sophia Albert            | PA                       | ECO                      | 445          | 1,09         |             |             |
|                          | Gérard Mangiavillano     | LO                       | DXG                      | 334          | 0,82         |             |             |
|                          | Germain Gaiffe           | ÉC                       | DIV                      | 59           | 0,14         |             |             |
|                          |                          |                          |                          |              |              |             |             |
| Votes valides            | Votes valides            | Votes valides            | Votes valides            | 40 888       | 98,11        | 36 831      | 91,84       |
| Votes blancs             | Votes blancs             | Votes blancs             | Votes blancs             | 550          | 1,32         | 2 404       | 5,99        |
| Votes nuls               | Votes nuls               | Votes nuls               | Votes nuls               | 239          | 0,57         | 868         | 2,16        |
| Total                    | Total                    | Total                    | Total                    | 41 677       | 100          | 40 103      | 100         |
| Abstention               | Abstention               | Abstention               | Abstention               | 44 150       | 51,44        | 45 742      | 53,28       |
| Inscrits / participation | Inscrits / participation | Inscrits / participation | Inscrits / participation | 85 827       | 48,56        | 85 845      | 46,72       |

#### Troisième circonscription
Député sortant : Adrien Morenas (La République en marche).
| Candidat                 | Candidat                 | Parti et coalition       | Nuance                   | Premier tour | Premier tour | Second tour | Second tour |
| Candidat                 | Candidat                 | Parti et coalition       | Nuance                   | Voix         | %            | Voix        | %           |
| ------------------------ | ------------------------ | ------------------------ | ------------------------ | ------------ | ------------ | ----------- | ----------- |
|                          | Hervé de Lépinau         | RN                       | RN                       | 13 430       | 37,03        | 19 606      | 58,83       |
|                          | Adrien Morenas           | LREM (ENS)               | ENS                      | 7 985        | 22,02        | 13 723      | 41,17       |
|                          | Muriel Duenas            | PCF (NUPES)              | NUP                      | 6 947        | 19,16        |             |             |
|                          | Christophe Tonnaire      | LR (UDC)                 | LR                       | 2 418        | 6,67         |             |             |
|                          | Christian Montagard      | VIA                      | REC                      | 2 364        | 6,52         |             |             |
|                          | Bernard Maunier          | LT-LNE (TUPV)            | ECO                      | 825          | 2,27         |             |             |
|                          | Sarah Rougeau            | EAC                      | ECO                      | 519          | 1,43         |             |             |
|                          | Patricia Rogier          | PA                       | ECO                      | 418          | 1,15         |             |             |
|                          | Laurent Charbonnel       | DLF (UPF)                | DSV                      | 415          | 1,14         |             |             |
|                          | Rolland Gontard          | LPDA                     | DIV                      | 347          | 0,96         |             |             |
|                          | Bertrand Helleu          | LO                       | DXG                      | 271          | 0,75         |             |             |
|                          | Solène Vivier            | OP (R&PS)                | REG                      | 174          | 0,48         |             |             |
|                          | Chantal Bonello          | POID                     | DXG                      | 154          | 0,42         |             |             |
|                          |                          |                          |                          |              |              |             |             |
| Votes valides            | Votes valides            | Votes valides            | Votes valides            | 36 267       | 98,04        | 33 329      | 92,39       |
| Votes blancs             | Votes blancs             | Votes blancs             | Votes blancs             | 517          | 1,40         | 2 005       | 5,56        |
| Votes nuls               | Votes nuls               | Votes nuls               | Votes nuls               | 209          | 0,56         | 741         | 2,05        |
| Total                    | Total                    | Total                    | Total                    | 36 993       | 100          | 36 075      | 100         |
| Abstention               | Abstention               | Abstention               | Abstention               | 41 873       | 53,09        | 42 789      | 54,26       |
| Inscrits / participation | Inscrits / participation | Inscrits / participation | Inscrits / participation | 78 866       | 46,91        | 78 864      | 45,74       |

#### Quatrième circonscription
Député sortant : Marie-France Lorho (Ligue du Sud).
| Candidat                 | Candidat                 | Parti et coalition       | Nuance                   | Premier tour | Premier tour | Second tour | Second tour |
| Candidat                 | Candidat                 | Parti et coalition       | Nuance                   | Voix         | %            | Voix        | %           |
| ------------------------ | ------------------------ | ------------------------ | ------------------------ | ------------ | ------------ | ----------- | ----------- |
|                          | Marie-France Lorho       | LS                       | RN                       | 16 850       | 41,01        | 21 883      | 56,97       |
|                          | Violaine Richard         | LREM (ENS)               | ENS                      | 10 381       | 25,27        | 16 529      | 43,03       |
|                          | Monia Galvez             | LFI (NUPES)              | NUP                      | 7 453        | 18,14        |             |             |
|                          | Roger Rossin             | LR (UDC)                 | LR                       | 3 152        | 7,67         |             |             |
|                          | Betty Carvou             | LT-LNE (TUPV)            | ECO                      | 1 062        | 2,59         |             |             |
|                          | Anne Marie Hautant       | OP (R&PS)                | REG                      | 611          | 1,49         |             |             |
|                          | Marc Governatori         | EAC                      | ECO                      | 601          | 1,46         |             |             |
|                          | Nicolas Petillot         | LO                       | DXG                      | 483          | 1,18         |             |             |
|                          | Alexandre Rigord         | PA                       | ECO                      | 446          | 1,09         |             |             |
|                          | Jean-Marie Wailly        | SE                       | DIV                      | 44           | 0,11         |             |             |
|                          |                          |                          |                          |              |              |             |             |
| Votes valides            | Votes valides            | Votes valides            | Votes valides            | 41 083       | 97,36        | 38 412      | 92,22       |
| Votes blancs             | Votes blancs             | Votes blancs             | Votes blancs             | 905          | 2,14         | 2 605       | 6,25        |
| Votes nuls               | Votes nuls               | Votes nuls               | Votes nuls               | 209          | 0,50         | 635         | 1,52        |
| Total                    | Total                    | Total                    | Total                    | 42 197       | 100          | 41 652      | 100         |
| Abstention               | Abstention               | Abstention               | Abstention               | 48 206       | 53,32        | 48 770      | 53,94       |
| Inscrits / participation | Inscrits / participation | Inscrits / participation | Inscrits / participation | 90 403       | 46,68        | 90 422      | 46,06       |

#### Cinquième circonscription
Député sortant : Julien Aubert (Les Républicains).
| Candidat                 | Candidat                  | Parti et coalition       | Nuance                   | Premier tour | Premier tour | Second tour | Second tour |
| Candidat                 | Candidat                  | Parti et coalition       | Nuance                   | Voix         | %            | Voix        | %           |
| ------------------------ | ------------------------- | ------------------------ | ------------------------ | ------------ | ------------ | ----------- | ----------- |
|                          | Jean-François Lovisolo    | LREM (ENS)               | ENS                      | 10 244       | 24,97        | 18 564      | 50,79       |
|                          | Marie Thomas de Maleville | RN                       | RN                       | 9 635        | 23,48        | 17 990      | 49,21       |
|                          | Céline Celce              | G·s (NUPES)              | NUP                      | 9 134        | 22,26        |             |             |
|                          | Julien Aubert             | LR (UDC)                 | LR                       | 7 044        | 17,17        |             |             |
|                          | Catherine Chavrier        | REC                      | REC                      | 1 932        | 4,71         |             |             |
|                          | Jean Vincetti             | LT-LNE (TUPV)            | ECO                      | 1 301        | 3,17         |             |             |
|                          | Jérémy Trichaud           | LP (UPF)                 | DSV                      | 565          | 1,38         |             |             |
|                          | David Bourdier            | PS diss.                 | DVG                      | 452          | 1,10         |             |             |
|                          | Jean-Paul Pinon           | PA                       | ECO                      | 384          | 0,94         |             |             |
|                          | Claudine Rodinson         | LO                       | DXG                      | 216          | 0,53         |             |             |
|                          | Christophe Chalençon      | ÉC                       | DIV                      | 122          | 0,30         |             |             |
|                          |                           |                          |                          |              |              |             |             |
| Votes valides            | Votes valides             | Votes valides            | Votes valides            | 41 029       | 98,28        | 36 554      | 91,71       |
| Votes blancs             | Votes blancs              | Votes blancs             | Votes blancs             | 497          | 1,19         | 2 495       | 6,26        |
| Votes nuls               | Votes nuls                | Votes nuls               | Votes nuls               | 222          | 0,53         | 810         | 2,03        |
| Total                    | Total                     | Total                    | Total                    | 41 748       | 100          | 39 859      | 100         |
| Abstention               | Abstention                | Abstention               | Abstention               | 42 652       | 50,54        | 44 540      | 52,77       |
| Inscrits / participation | Inscrits / participation  | Inscrits / participation | Inscrits / participation | 84 400       | 49,46        | 84 399      | 47,23       |